# 馬來西亞—吉爾吉斯關係
馬來西亞－吉爾吉斯關係是指马来西亚与中亚国家吉尔吉斯斯坦之間历史上与现代的雙邊關係。双方于1992年4月2日建交，馬來西亞也是最早与吉尔吉斯斯坦建立外交關係的國家之一。建交以來兩國高層交往頻繁，各领域来往不断。现今兩國均為伊斯兰合作组织、77國集團成員國。

## 政治交流
1991年8月31日，吉尔吉斯斯坦宣布獨立後，馬來西亞政府於翌年4月2日給予外交承認並建交，此後兩國關係友好順利進展，高層互訪不斷。吉尔吉斯斯坦政府亦致力于发展与包括马来西亚在内的穆斯林国家之邦谊。吉尔吉斯斯坦首任总统阿斯卡爾·阿卡耶夫于1995年、2002年两度出访大馬。马来西亚首相馬哈迪·莫哈末亦曾于1996年出访吉尔吉斯斯坦。翌年，吉爾吉斯政府于吉隆坡开设大使馆，为该国在东南亚的首个大使馆。但马来西亚暂未在吉尔吉斯斯坦设立大使馆，对吉爾吉斯的外交业务由驻乌兹别克斯坦大使馆兼辖，此外，大馬也在比什凯克委派了名誉领事，以发展双边关系。
尽管进入21世纪以来，吉尔吉斯斯坦政局动荡，但两国友好的关系并未因此受到根本影响。双边政府成立了吉尔吉斯斯坦-马来西亚政府间合作委员会，共同探讨加强两国各领域的合作。而大馬首相馬哈迪·莫哈末在接见萝扎·奥通巴耶娃率领的吉尔吉斯斯坦代表团时，亦表示马来西亚政府愿意向吉国分享其在发展数位经济、地方振兴、教育合作和反腐败领域的经验。

## 经贸合作关系
據經濟複雜性研究中心統計，2020年，馬、吉雙邊貿易額達到298.4萬美元，其中，马来西亚对吉爾吉斯出口总额达到285万美元，主要出口產品有棕榈油、音響設備等電器及椰油等。吉爾吉斯对馬出口额为13.4万美元，主要出口蜂蜜、针织服装等。

### 相互投资
在苏联解体后，吉尔吉斯斯坦开始对境内的前苏联时期国营企业进行私有化改制，并邀请大馬政府代表团考察，有鉴于吉国大部分企业设施陈旧，工艺落后，产品缺乏市场，债务负担沉重。马来西亚政府考察团认为应该在吉尔吉斯投资建立新企业。此外，吉尔吉斯斯坦政府也在积极吸引马来西亚企业前来投资吉国的金矿、水电站等。

## 人文交流

### 旅行与签证

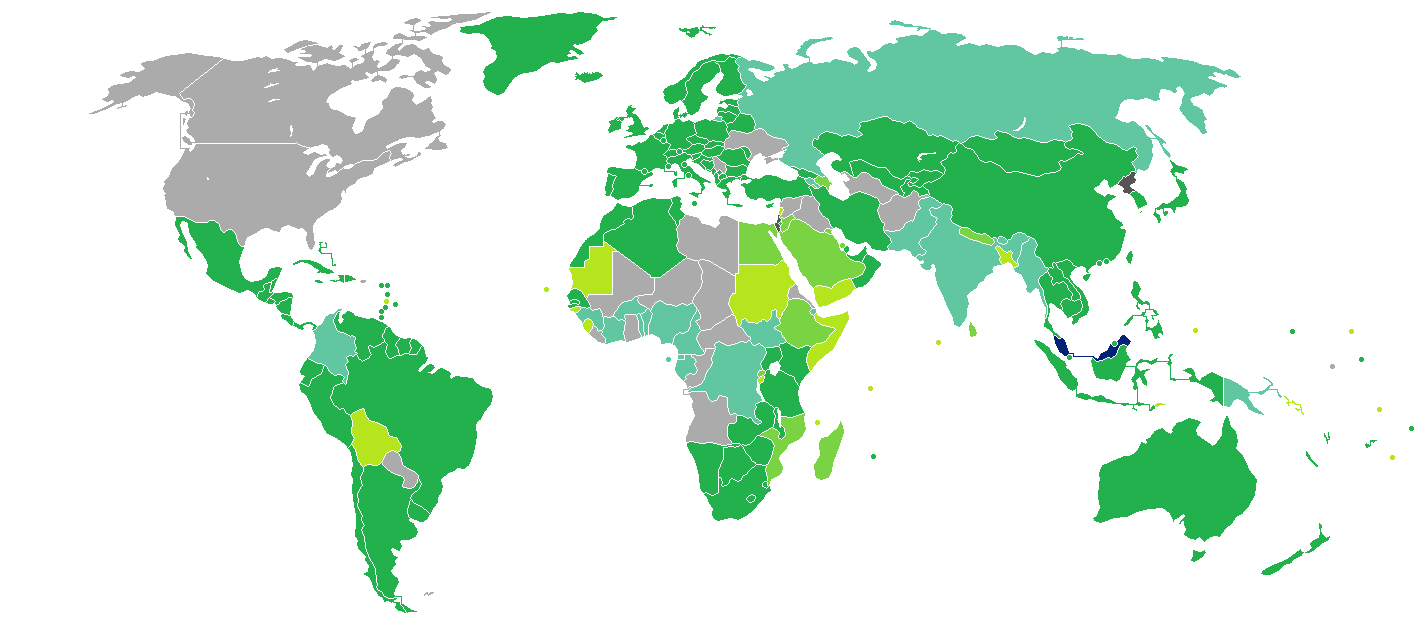
持馬來西亞護照的馬來西亞公民簽證要求分布圖：入境吉尔吉斯斯坦可以免签证。

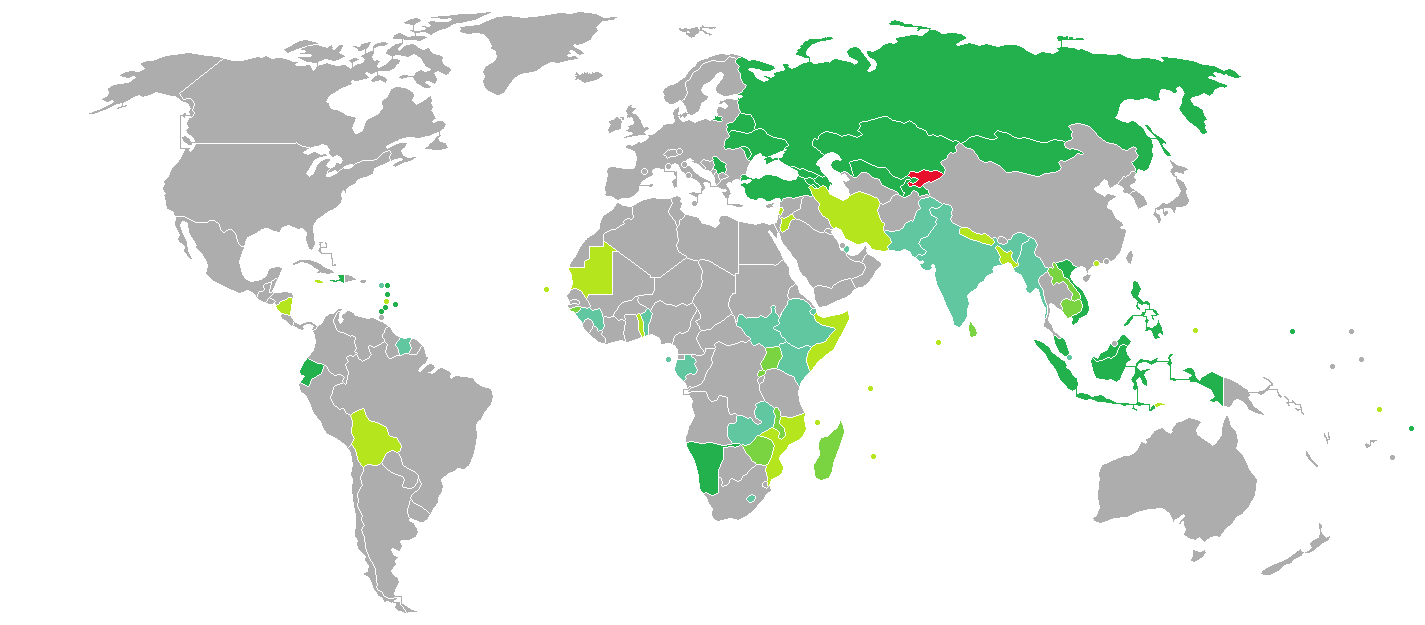
持吉爾吉斯護照的吉爾吉斯人口簽證要求分布圖：入境馬來西亞可以免签证。

马来西亚政府单方面给予持有吉爾吉斯護照的吉爾吉斯公民免签证待遇，入境大馬可免签证停留30天。而持有马来西亚护照的马来西亚公民也可以免签证入境吉爾吉斯，停留最多30天。

### 艺文与教育
在两国建立邦交之初，吉爾吉斯政府就已经开始与大馬政府探讨开展两国间高校合作。现今，也有一些吉尔吉斯斯坦学生在大马留学，并在当地形成了一个小规模的吉爾吉斯人社群。而大馬技师也开始为吉爾吉斯人培训马术等运动项目。

### 网页及新闻报道
- . 关键评论.   [2019-09-06]. （原始内容存档于2022-11-06）. （页面存档备份，存于）
- . 七十七国集团官网.   [2014-08-25]. （原始内容存档于2019-01-07） （英语）. （页面存档备份，存于）
- . 吉尔吉斯斯坦外交部.   [2022-11-10]. （原始内容存档于2021-12-07） （俄语）. （页面存档备份，存于）
- . 吉尔吉斯斯坦驻马来西亚大使馆.   [2022-11-10]. （原始内容存档于2022-11-10） （英语）. （页面存档备份，存于）
- . 經濟複雜性研究中心（英语：The Observatory of Economic Complexity）.   [2022-11-08]. （原始内容存档于2022-11-11） （英语）. （页面存档备份，存于）
- 刘庚岑. . 中国社会科学院俄罗斯东欧中亚研究所.   [2011-01-11]. （原始内容存档于2022-11-10）. （页面存档备份，存于）
- . 中国社会科学院俄罗斯东欧中亚研究所.   [2010-01-08]. （原始内容存档于2022-11-11）. （页面存档备份，存于）
- . 中国社会科学院俄罗斯东欧中亚研究所.   [2009-04-29]. （原始内容存档于2022-11-11）. （页面存档备份，存于）
- . 吉尔吉斯斯坦国家通讯社.   [2018-11-26]. （原始内容存档于2022-11-11）. （页面存档备份，存于）
- . 吉尔吉斯斯坦国家通讯社.   [2017-05-02]. （原始内容存档于2022-11-12） （英语）. （页面存档备份，存于）
- . 马来西亚驻乌兹别克斯坦大使馆.   [2022-11-10]. （原始内容存档于2022-01-06） （英语）. （页面存档备份，存于）
- . 马来西亚星报.   [2013-12-21]. （原始内容存档于2014-01-09） （英语）. Archive.today的存檔，存档日期2014-01-09
- . 吉尔吉斯斯坦国家通讯社.   [2017-05-17]. （原始内容存档于2022-11-12） （英语）. （页面存档备份，存于）

### 期刊论文
- 刘庚岑. . 《东欧中亚研究》（即今《俄罗斯东欧中亚研究》） (北京市: 中国社会科学院俄罗斯东欧中亚研究所). 1996-01-01, 5: 70. ISSN 1671-8461.